# Nell Tiger Free
Nell Tiger Free, nome artístico de Nell Pickford Free (Kingston upon Thames, 13 de outubro de 1999) é uma atriz e cantora inglesa. Ela é mais conhecida por seu papel como Myrcella Baratheon na série de televisão da HBO, Game of Thrones. Em 2019, se tornou a protagonista da série “Servant” do Serviço AppleTV+.

## Filmografia

### Cinema
| Ano  | Título                     | Papel       | Nota               |
| ---- | -------------------------- | ----------- | ------------------ |
| 2012 | Broken                     | Anna        |                    |
| 2012 | Mr. Stink                  | Chloe Crumb | Filme de televisão |
| 2021 | Settlers                   | Older Remmy |                    |
| 2023 | Wonderwell                 | Savannah    |                    |
| 2024 | The First Omen             | Margaret    |                    |
| TBA  | [Untitle Cliffhanger film] | ASA         | Pós-produção       |

### Televisão
| Ano       | Título               | Papel              | Nota                 |
| --------- | -------------------- | ------------------ | -------------------- |
| 2014      | Endeavour            | Bunty Glossop      | Episódio: "Nocturne" |
| 2015-2016 | Game of Thrones      | Myrcella Baratheon | 6 episódios          |
| 2018      | Too Old To Die Young | Janey Carter       | Papel principal      |
| 2019–2023 | Servant              | Leanne Grayson     | Papel principal      |